# AU Optronics
AU Optronics (AUO) (NYSE: AUO) er en taiwansk producent af TFT LCD og andre teknologier. Virksomheden blev etableret i december 2001 ved fusionen af Acer Display Technology (etableret i 1996) og det Benq-ejede Unipac Optoelectronics Corporation, virksomhedens moderselskab er fortsat Benq. I april 2006 opkøbte AUO Quanta Display, Inc. og på daværende tidspunkt havde de samlede virksomheder i alt 17 % af det globale TFT-LCD marked.
AUO har omkring 40.000 medarbejdere og i 2010 var virksomhedens omsætning på USD 16 mia. Koncernhovedsædet er i den taiwanske by Hsinchu.
AUO fremstiller TFT-paneler for virksomheder som Samsung, NEC, LG, Dell, Apple, ViewSonic og Acer. AUOs paneler varierer i størrelse fra 1,2" til større end 65". AUO har operationer i Taiwan, USA, Holland, Japan, Sydkorea, Singapore og Kina. Virksomheden var den første rendyrkede TFT-LCD-producent, som blev børsnoteret på New York Stock Exchange.

## Historie
AU Optronics gik ind på markedet for grøn energi i slutningen af 2008, og en solcelleafdeling blev officielt oprettet i oktober 2009.
I 2010 opførte virksomheden to fabrikker i henholdsvis Tjekkiet og Slovakiet.